# Гюстав Сандра
Гюста́в Сандра́ (фр. Gustave Sandras; 24 лютого 1872, Круа, Франція — 21 червня 1951, Флер-ле-Лілль, Франція) — французький гімнаст, олімпійський чемпіон.
На Олімпіаді 1900 року здобув золото в абсолютній першості.